# (300078) 2006 UV214
(300078) 2006 UV214 es un asteroide perteneciente al cinturón de asteroides, descubierto el 25 de octubre de 2006 por Hong-Qin Lin y el también astrónomo Quanzhi Ye desde el Observatorio de Lulin, Zhongshan, República Popular China.

## Designación y nombre
Designado provisionalmente como 2006 UV214.

## Características orbitales
2006 UV214 está situado a una distancia media del Sol de 3,073 ua, pudiendo alejarse hasta 3,431 ua y acercarse hasta 2,715 ua. Su excentricidad es 0,116 y la inclinación orbital 10,91 grados. Emplea 1967,94 días en completar una órbita alrededor del Sol.

## Características físicas
La magnitud absoluta de 2006 UV214 es 15,6.